# Lasek Vincennes

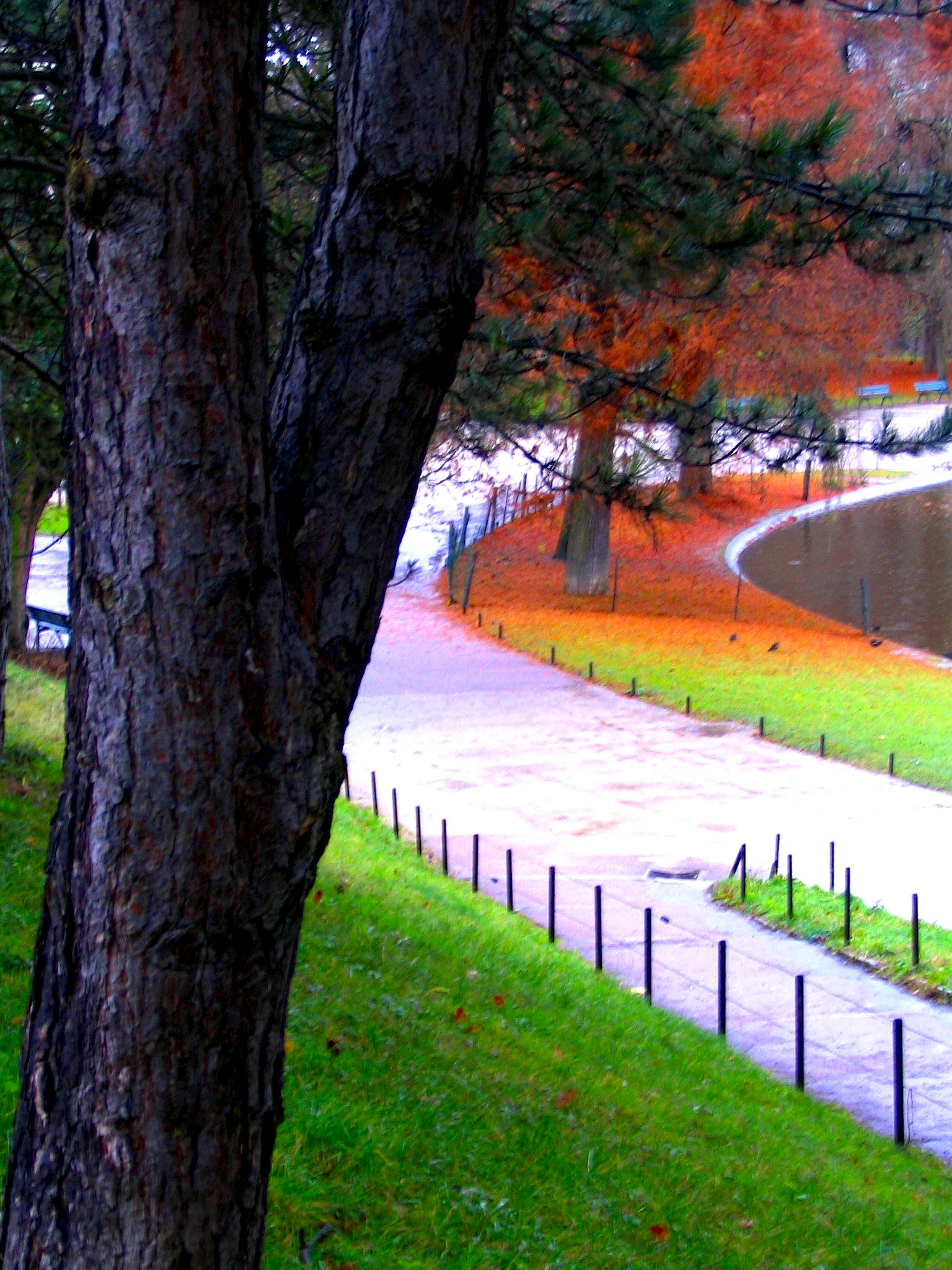
Jezioro Saint-Mandé

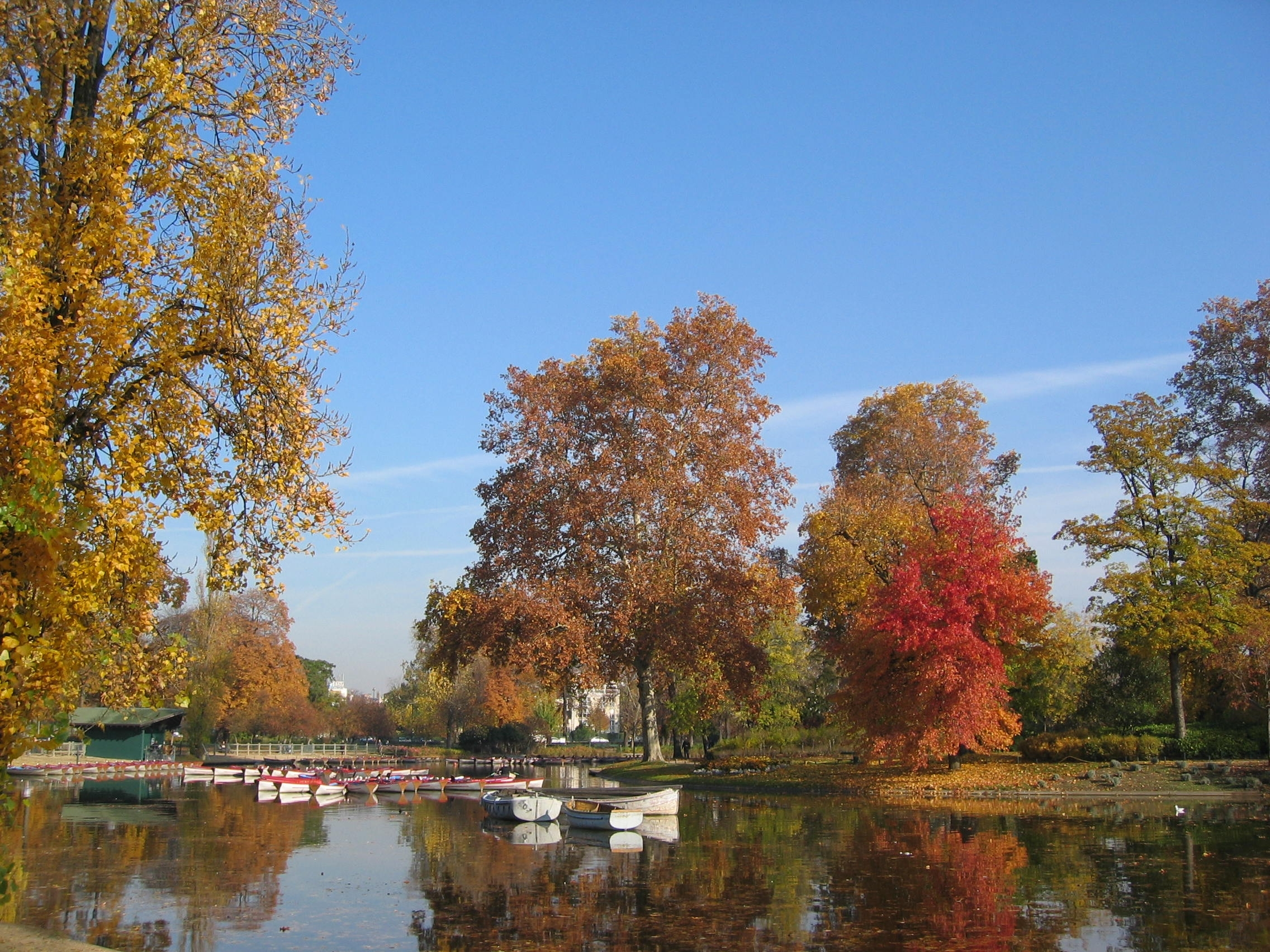
Jezioro Daumesnil

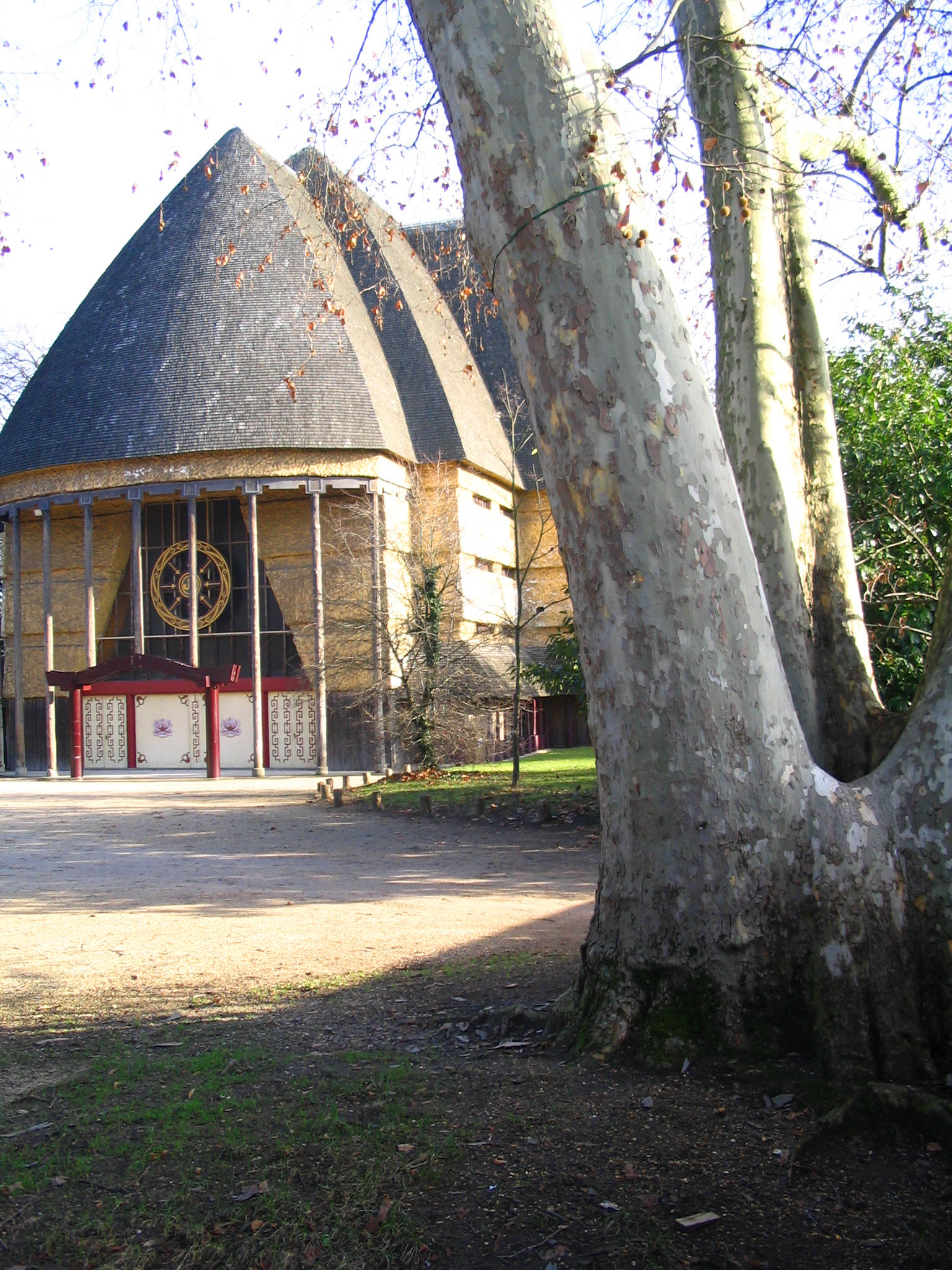
Pagoda Vincennes w pobliżu jeziora Daumesnil

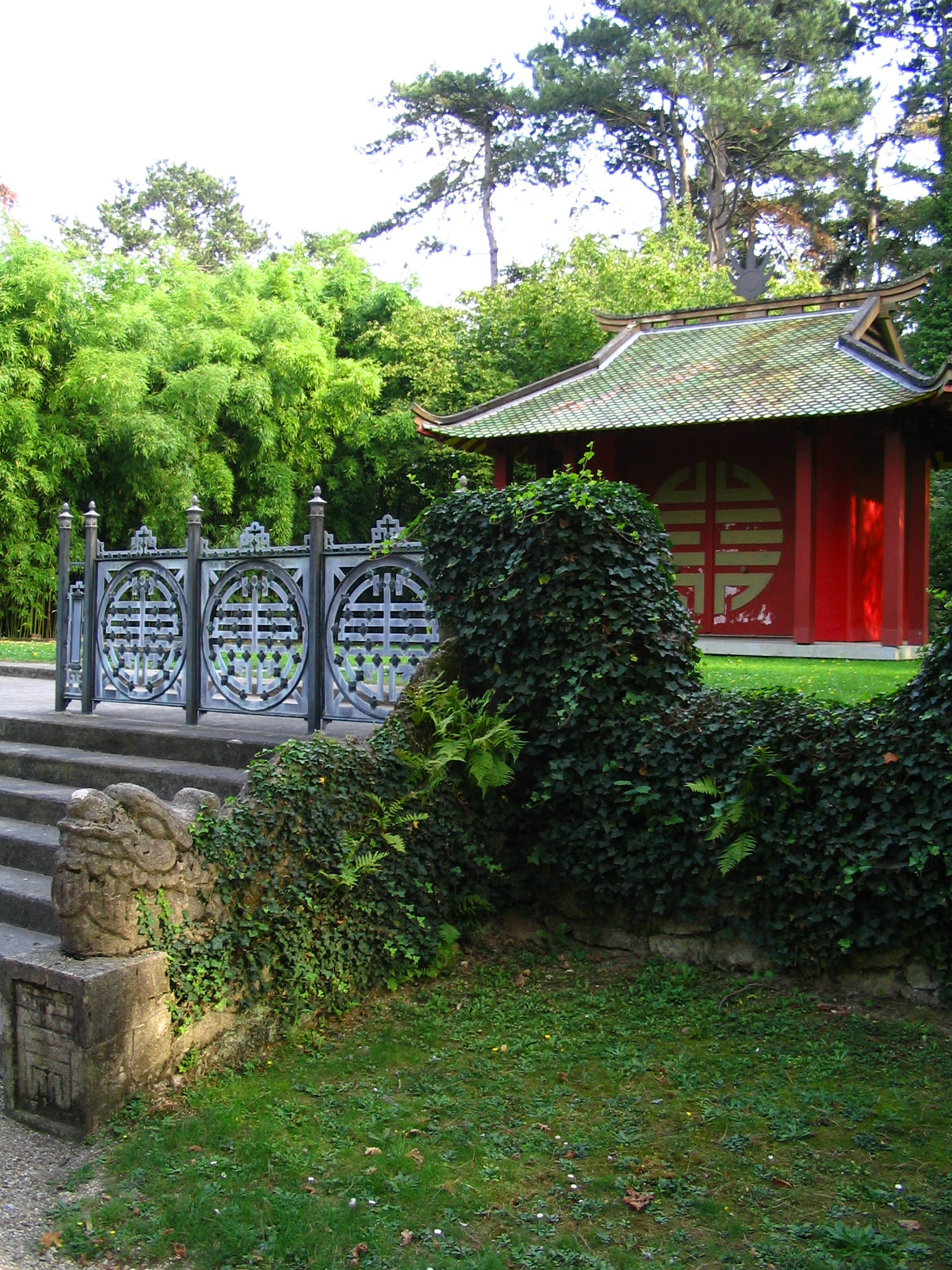

Lasek Vincennes, Lasek Vinceński (fr. Bois de Vincennes) – park położony we wschodniej części Paryża, w bezpośrednim sąsiedztwie zamku Vincennes. Jego powierzchnia - 995 hektarów - czyni z niego największy kompleks zielony w stolicy Francji.

## Położenie i rozmiary
Lasek Vincennes znajduje się w bezpośrednim sąsiedztwie 12. dzielnicy Paryża, od której oddziela go obwodnica miejska. Położony jest na płaskowyżu w obszarze ujścia Marny do Sekwany, na podłożu piaszczystym, na jego terenie znajdują się cztery sztuczne jeziora, położone na nich wyspy oraz łączący je system cieków wodnych. Jego maksymalne wymiary to 5 km długości i 3 km szerokości, co czyni z niego jeden z większych parków miejskich na świecie.

## Jeziora

Bois de Vincennes

Na terenie lasku Vincennes znajdują się następujące jeziora:
- Saint-Mandé
- Daumesnil (największe)
- Gravelle
- Minimes

Wymienione zbiorniki wodne zostały sztucznie założone w XVIII wieku, w związku z szerszymi pracami regulacyjnymi na terenie parku. Natomiast w XIX wieku, w czasie wielkiej przebudowy Paryża, Jean Alphand przeprowadził kolejne prace w parku. Wówczas system zbiorników został przekształcony i zrezygnowano z nawadniania jezior wodą z Marny.

## Historia
Lasek Vincennes jest jedną z pozostałości puszczy, która w czasach antycznych porastała większą część okolic współczesnego Paryża. W epoce rządów Hugona Kapeta jego teren stał się popularnym terenem polowań króla i dworu. Filip II August tak bardzo polubił polowania w lasku Vincennes, że rozkazał wnieść na jego terenie kilka mniejszych rezydencji, w których mógł zatrzymywać się w trakcie pobytu w lesie. Z kolei Ludwik IX Święty według legendy osobiście sądził swoich poddanych właśnie na terenie lasku Vincennes. Dopiero Ludwik XIV przerwał tradycję regularnych wypadów do lasku, do której jednak powrócił już jego następca Ludwik XV. On również nakazał przeprowadzenie prac regulacyjnych w lasku oraz otwarcie go dla ludzi spoza kręgu dworskiego.
W czasach rewolucji francuskiej lasek został zaadaptowany na cele wojskowe. Armia wzniosła na jego terenie kilka budynków koszarowych oraz poligon strzelecki. W latach 1855–1866 został poddany poważnym zmianom zagospodarowania terenu w ramach projektu tworzenia w Paryżu nowych obszarów zielonych. Część parku straciła wówczas swój „dziki” charakter i została urządzona w stylu ogrodu angielskiego z kaskadami, mostami, a także prywatnymi lokalami gastronomicznymi (część parku została sprzedana).
Park do 1929 położony był poza granicami administracyjnymi Paryża. W 1900 miały na jego terenie miejsce niektóre zawody igrzysk olimpijskich, a w 1931 - Międzynarodowa Wystawa Kolonialna, na okoliczność której część parku została zmieniona w ogród zoologiczny Vincennes. Wcześniej, w 1930, miasto Paryż sfinansowało urządzenie nowej sieci dróg dla pieszych i rowerzystów w celu łatwiejszego przemieszczania się po parku.

## Dojazd
Lasek Vincennes znajduje się przy trasie 1 i 8 linii paryskiego metra. Ponadto w jego pobliżu zatrzymują się linie A i A2 kolejki regionalnej RER.